# بخش فک
بخش فک (به انگلیسی: Phek district) یک بخش در هند است که در ناگالند واقع شده‌است. بخش فک ۱۶۳٬۲۹۴ نفر جمعیت دارد.